# Billy Wilder

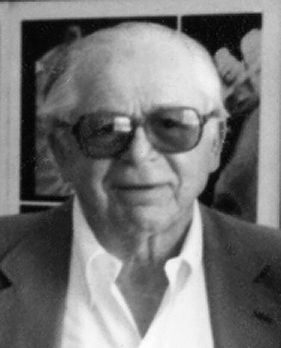
Billy Wilder 1989 in Berlin

Billy Wilder (* 22. Juni 1906 als Samuel Wilder in Sucha, Galizien, Österreich-Ungarn; † 27. März 2002 in Los Angeles, Kalifornien) war ein österreichischer Drehbuchautor, Filmregisseur und Filmproduzent, der nach seiner Emigration die US-amerikanische Staatsbürgerschaft annahm.
Wilder wirkte stilbildend für das Genre Filmkomödie und schuf als Regisseur und Drehbuchautor von Komödien wie Sabrina (1954), Manche mögen’s heiß (1959), Eins, Zwei, Drei (1961) und Das Mädchen Irma la Douce (1963), aber auch von dramatischen Filmen wie Frau ohne Gewissen (1944), Das verlorene Wochenende (1945), Boulevard der Dämmerung (1950) oder Zeugin der Anklage (1957) Filme von zeitloser Relevanz. Sein Werk umfasst mehr als 60 Filme, die in einem Zeitraum von über 50 Jahren entstanden sind. Er wurde als Autor, Produzent und Regisseur 21-mal für einen Oscar nominiert und sechsmal ausgezeichnet. Allein bei der Oscarverleihung 1961 wurde er als Produzent, Drehbuchautor und Regisseur für den Film Das Appartement dreifach ausgezeichnet, was bis heute nur insgesamt 11 Regisseuren gelungen ist.

## Leben und Werk

### Herkunft

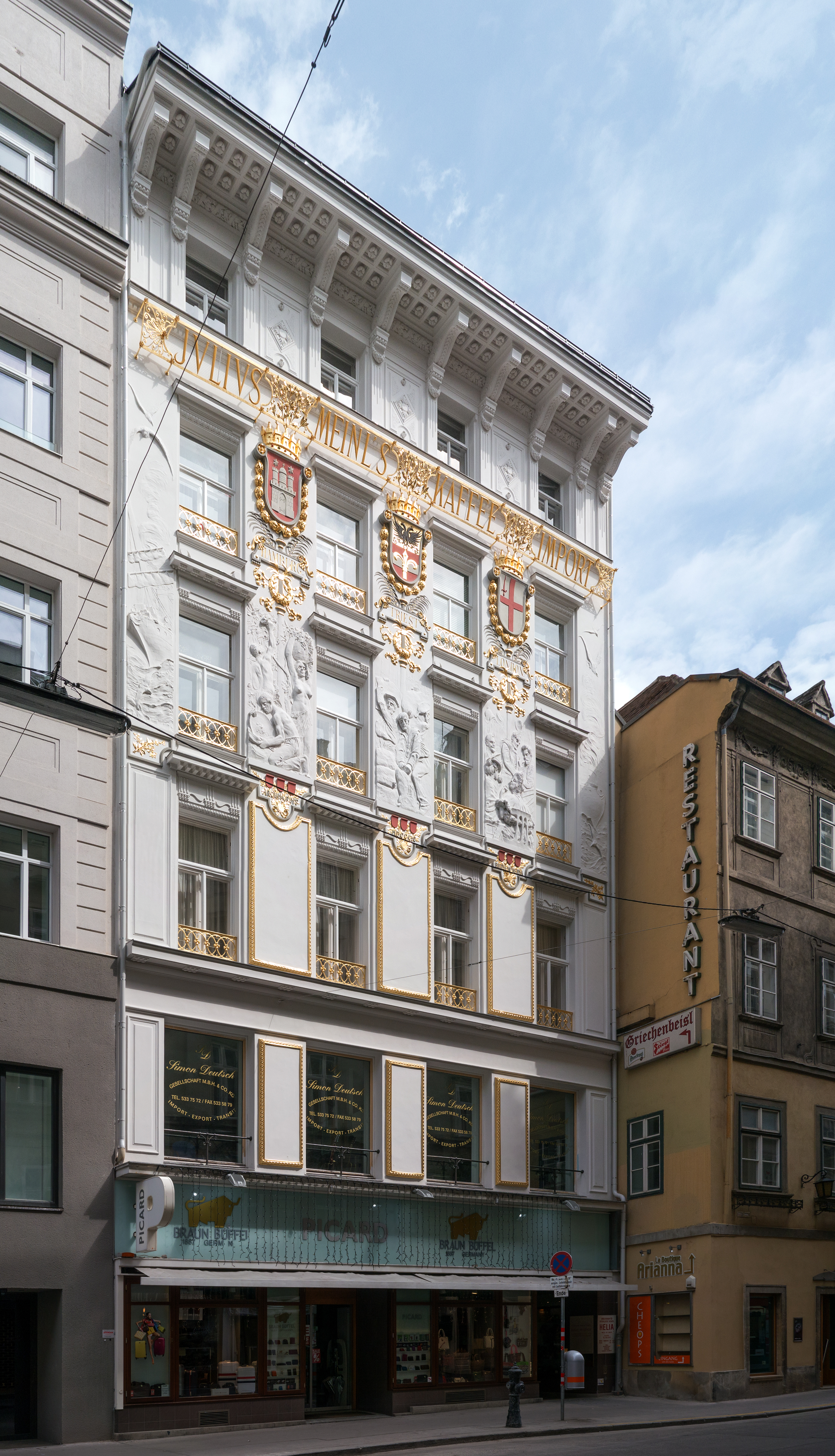
Hier wohnte Wilder als Jugendlicher (Fleischmarkt 7, 1010 Wien)

Samuel Wilder war der Sohn jüdischer Eltern. Sein Vater Max Wilder betrieb in Krakau das Hotel „City“ sowie mehrere Bahnhofsrestaurants in der Umgebung. Die Mutter Eugenia rief den Sohn von jeher „Billie“. Samuel nannte sich daher „Billie Wilder“ (deutsch ausgesprochen); in den USA änderte er die Schreibweise dann in „Billy“.
Mitten im Ersten Weltkrieg zog die Familie aus Angst vor der herannahenden russischen Armee 1916 nach Wien. In seiner Jugend war er dort eng mit dem späteren Hollywood-Regisseur Fred Zinnemann befreundet, mit dem er zeitweise in dieselbe Klasse ging (Privatgymnasium Juranek im 8. Gemeindebezirk) und zu dem er sein Leben lang Kontakt hielt. Nach seiner Matura arbeitete er als Reporter für die Wiener Boulevardzeitung Die Stunde. Als er 1926 den Jazzmusiker Paul Whiteman interviewte, war dieser von ihm so begeistert, dass er ihn einlud, nach Berlin mitzukommen, um ihm die Stadt zu zeigen. Eine Woche später stellte sich heraus, dass Die Stunde Wiener Geschäftsleute und Prominente zu jener Zeit mit der Drohung erpresste, unvorteilhafte Artikel über sie zu veröffentlichen. Die Angelegenheit wurde zum größten Medienskandal der Ersten Republik in Österreich, und Wilder beschloss, in Berlin zu bleiben und für eine andere Zeitung zu arbeiten.

### In Berlin

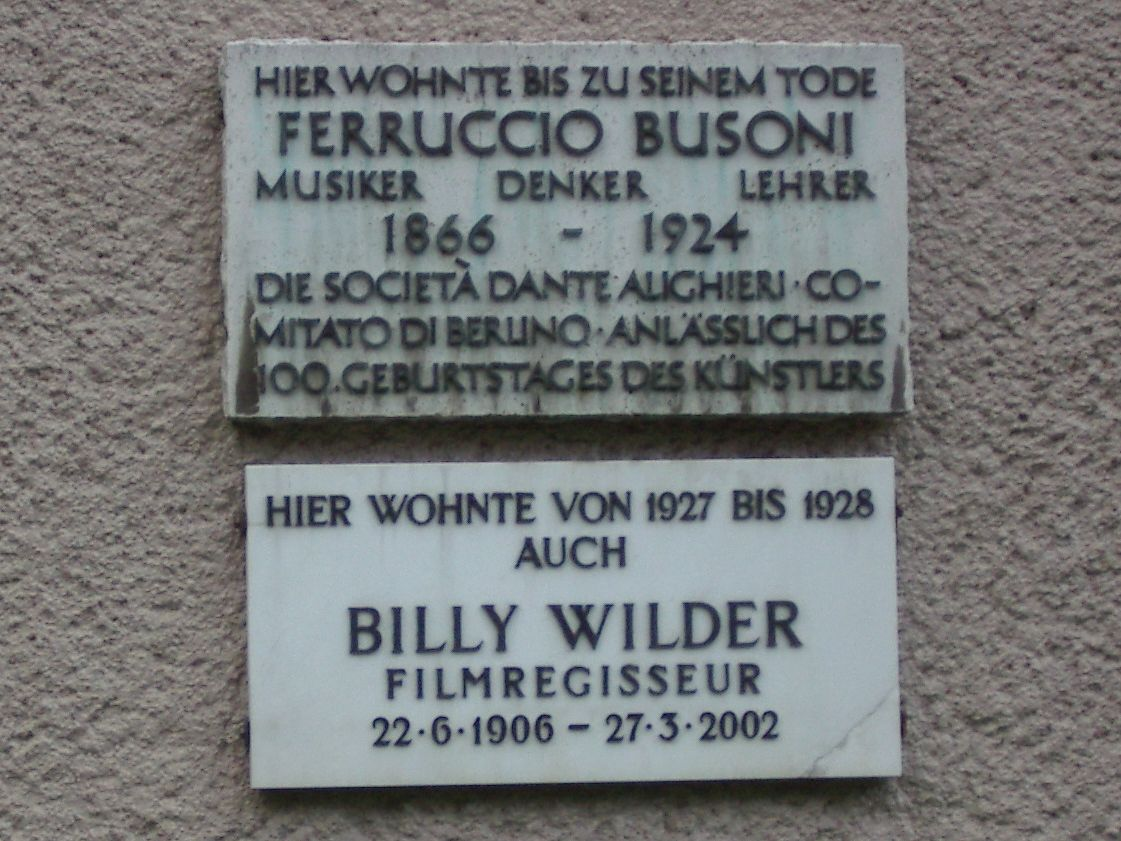
Gedenktafel am Haus Nr. 11 am Viktoria-Luise-Platz, Wilders erstem Wohnort in Berlin

Wilder wohnte 1927 in Berlin-Schöneberg (Viktoria-Luise-Platz 11) zur Untermiete: „Eineinhalb Jahre. Ein winziges Zimmer mit düsterer Tapete. Wand an Wand mit einer ständig rauschenden Toilette.“ Hier begann auch seine Filmkarriere, als der Direktor einer Filmgesellschaft, Maxim Galitzenstein, in Unterhosen aus dem Schlafzimmer der Nachbarin in Wilders Zimmer auftauchte und schließlich dessen erstes Drehbuch kaufte. In Berlin wurde Billy Wilder Stammgast des Romanischen Cafés, wo er sich mit seinem Idol, dem rasenden Reporter Egon Erwin Kisch, anfreundete.
Als Ghostwriter für bekannte Drehbuchautoren wie Robert Liebmann und Franz Schulz konnte Wilder sich neben seiner Tätigkeit als Reporter eine zusätzliche Einkommensquelle erschließen. So trug er zu dem Filmklassiker Menschen am Sonntag bei (unter anderem mit Curt Siodmak, Robert Siodmak, Fred Zinnemann und Edgar G. Ulmer). Gemeinsam mit Erich Kästner schrieb er 1931 das Drehbuch für Emil und die Detektive, die Erstverfilmung von Kästners Roman – damals noch als „Billie Wilder“.

### Emigration und Arbeit in den USA
Unmittelbar nach der Machtergreifung der Nationalsozialisten übersiedelte Wilder 1933 nach Paris, wo er sich als Ghostwriter für französische Drehbuchautoren seinen Lebensunterhalt verdiente. Hier inszenierte er auch seinen ersten Film, Mauvaise graine, mit Danielle Darrieux. 1934 konnte er, von Joe May mit einem Besuchervisum ausgestattet, in die Vereinigten Staaten einreisen. Er nannte sich nun „Billy“, wurde 1936 von Paramount Pictures unter Vertrag genommen und schrieb die Drehbücher zu Komödien wie Ninotschka, bei dem sein Vorbild Ernst Lubitsch Regie führte, und Enthüllung um Mitternacht, die beide 1939 veröffentlicht wurden. 1942 führte Wilder in der Komödie Der Major und das Mädchen mit Ginger Rogers erstmals in Hollywood Regie, da er mit den ständigen Änderungen an seinen Drehbüchern unzufrieden war und selbst das Heft in die Hand nehmen wollte. Sein zweiter Film Fünf Gräber bis Kairo mit Franchot Tone diente 1943 im Zweiten Weltkrieg als Propagandafilm gegen das NS-Regime. Im folgenden Jahr inszenierte er mit Frau ohne Gewissen einen bedeutenden Klassiker des Film noir, der Barbara Stanwyck als Femme fatale zeigt. Der Film erhielt sieben Oscar-Nominierungen, unter anderem für Wilder in den Kategorien Beste Regie und Bestes adaptiertes Drehbuch.
1945 erhielt Wilder vom U.S. Army Signal Corps den Auftrag, das umfangreich vorhandene Material des amerikanischen und britischen Militärs u. a. über die Befreiung des KZ Bergen-Belsen zu einem Kurzfilm zu verdichten. Es wurde der einzige Dokumentarfilm unter seiner Aufsicht, Die Todesmühlen. Trotz aller persönlichen Betroffenheit – seine nächsten Verwandten waren im Holocaust ermordet worden – wollte er keinen „Gräuelfilm“, da er sofort erkannte: „Objektiv gesehen: So unsympathisch die Deutschen sein mögen, sie sind – und jetzt zitiere ich Wort für Wort den guten Onkel in Washington – unsere logischen Verbündeten von morgen.“
Nach seinen Nominierungen für Frau ohne Gewissen erhielt er 1946 als Regisseur und als Drehbuchautor je einen Oscar für den Film Das verlorene Wochenende. Das Drama um einen erfolglosen Schriftsteller (Ray Milland) setzte sich ungewöhnlich realistisch mit den Problemen eines Alkoholikers auseinander. Kurz danach kam Wilder im Auftrag der amerikanischen Regierung im Rang eines Colonels nach Deutschland und inszenierte im kriegszerstörten Berlin 1947/48 den Film Eine auswärtige Affäre mit Jean Arthur und Marlene Dietrich in den Hauptrollen, der sich kritisch mit der NS-Vergangenheit im besetzten Deutschland auseinandersetzte. Im selben Jahr führte er zudem Regie beim Filmmusical Ich küsse Ihre Hand, Madame mit Bing Crosby.
Nach 1950 war Wilder meist als Produzent an seinen Filmen beteiligt. Er schuf Klassiker wie Boulevard der Dämmerung (1950), mit Gloria Swanson als verblendeter Ex-Diva, Das verflixte 7. Jahr (1955) und Manche mögen’s heiß (1959), beide mit Marilyn Monroe, Zeugin der Anklage (1958), erneut mit Marlene Dietrich, sowie Das Appartement (1960) und Das Mädchen Irma la Douce (1963), beide mit Shirley MacLaine, und die Komödie Eins, Zwei, Drei (1961) mit James Cagney, Liselotte Pulver und Horst Buchholz in den Hauptrollen. Ein 1960 geplantes Filmprojekt mit den Marx Brothers, die Antikriegssatire A Day At The United Nations, kam wegen des schlechten Gesundheitszustands von Chico Marx letztlich nicht zustande.
Billy Wilders Alter Ego auf der Leinwand verkörperten Jack Lemmon und William Holden. Während Holden vor allem in dramatischen Werken wie Boulevard der Dämmerung, Stalag 17 oder Fedora wirkte, war Lemmon in Komödien wie Manche mögen’s heiß, Das Mädchen Irma la Douce, Der Glückspilz und Extrablatt zu sehen.
Wilders spätere Werke konnten an die Erfolge seiner Glanzzeit nicht mehr anknüpfen. Ab Mitte der 1980er Jahre beschränkte er sich auf Beratertätigkeiten für United Artists. Wilder, dessen Familie im Holocaust umkam (siehe auch Privatleben), war ursprünglich als Regisseur für Schindlers Liste im Gespräch. Aufgrund seines hohen Alters übernahm dann jedoch Steven Spielberg selbst die Regie. Wilder war von Spielbergs Werk tief berührt und ließ ihn das in einem Brief wissen, was Spielberg in seinem Antwortbrief als große Ehrerbietung durch den Altmeister bezeichnete.
1999 übernahm Billy Wilder die Schirmherrschaft über das Bonner „Billy-Wilder-Institute of Film and Television Studies oHG“, das 2002 kurz vor seinem Tod geschlossen werden musste.
Billy Wilder starb am 27. März 2002 in Los Angeles im Alter von 95 Jahren an den Folgen einer Lungenentzündung. Er hatte schon länger mit gesundheitlichen Problemen zu kämpfen gehabt, aber immer noch Interviews gegeben. Sein Grab befindet sich im Westwood Village Memorial Park Cemetery.

### Privatleben

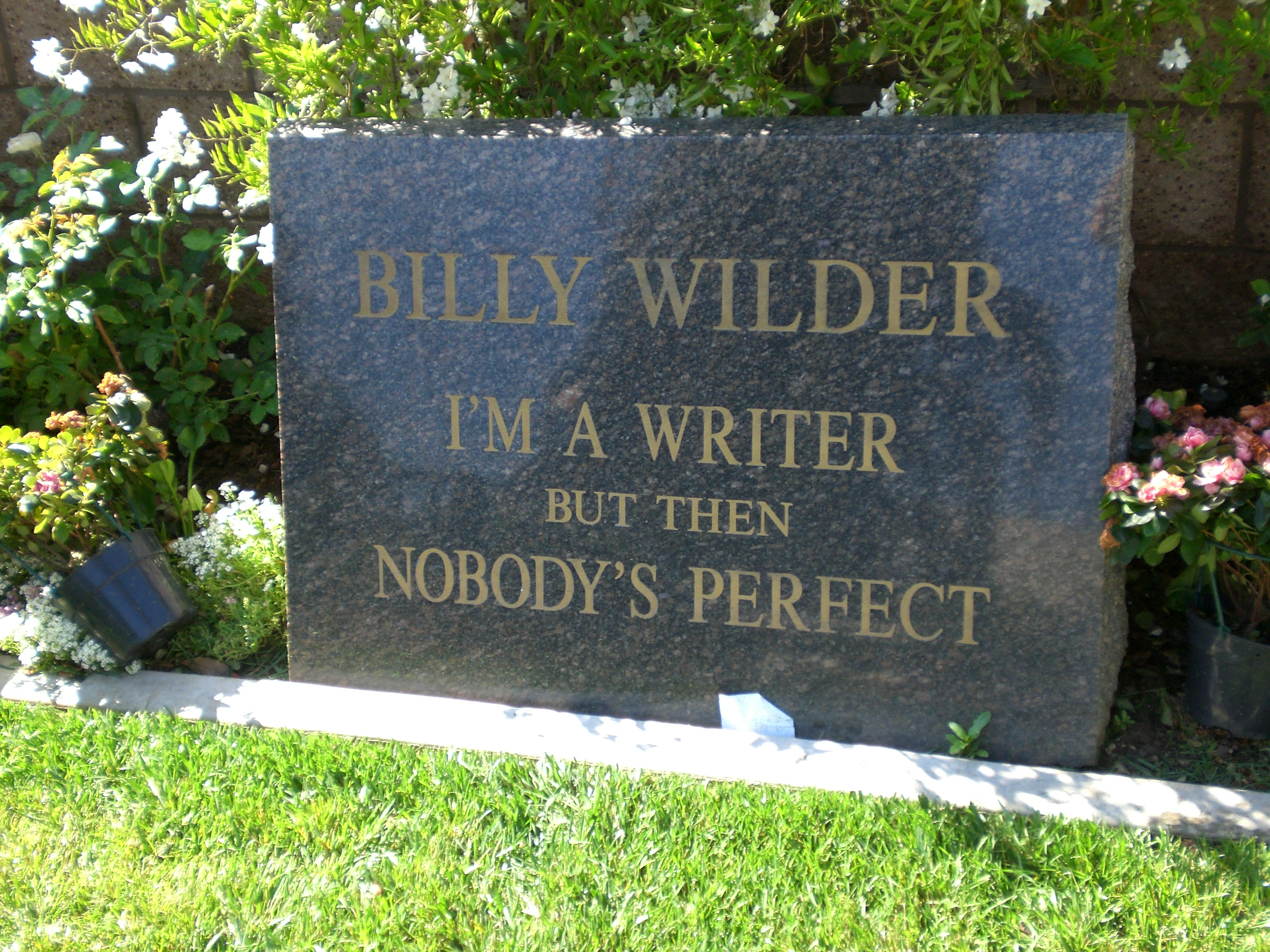
Billy Wilders Grabstein

Wilder war von 1936 bis 1947 mit Judith Coppicus-Iribe verheiratet. Sie hatten eine gemeinsame Tochter, Victoria (* 1939). 1949 heiratete Wilder die Schauspielerin und Sängerin Audrey Young (1922–2012).
1989 ließ Wilder, der insbesondere Werke Picassos und europäischer Impressionisten gesammelt hatte, seine umfangreiche Gemäldesammlung versteigern. Der Erlös betrug 32,6 Millionen US-Dollar.
Seine Mutter Eugenia, die sich später Gitla nannte, starb 1943 im KZ Plaszow, sein Stiefvater Bernhard (Berl) Siedlisker wurde im Vernichtungslager Belzec ermordet.

### Namensaussprache
Billy Wilder ist als Weilder geläufig. Wolfgang Glück berichtete jedoch, Wilder habe sich ihm 1987 als Wilder bekanntgemacht und seinen Namen immer in dieser Form ausgesprochen.

## Regiestil

### Der Drehbuchautor als Regisseur
„Ist es erforderlich, dass ein Regisseur auch gut schreiben kann?
Nein, aber es hilft, wenn er lesen kann!“

Als er bereits zahlreiche Drehbücher geschrieben und sich oft über die Umsetzung geärgert hatte, entschied sich Wilder, bei der Realisierung seiner Drehbücher selbst die Regie zu übernehmen. Die Idee sei ihm gekommen, als sich Charles Boyer bei den Dreharbeiten zu Das goldene Tor weigerte, ein Zwiegespräch mit einer Kakerlake zu führen, wie Wilder es im Drehbuch vorgesehen hatte, und Regisseur Mitchell Leisen danach Wilders Proteste zurückwies. Die Szene war ihm besonders wichtig, weil er Erinnerungen an seine eigene Situation verarbeitet hatte, als er 1934 in Mexicali an der amerikanisch-mexikanischen Grenze darauf warten musste, wieder in die USA einreisen zu dürfen, um endgültig die amerikanische Staatsbürgerschaft zu erlangen. In einem seiner späteren Filme griff Wilder das Motiv in abgewandelter Form auf, als er mit James Stewart in Lindbergh – Mein Flug über den Ozean (1957) den berühmten Piloten bei seinem Flug über den Atlantik zu einer zufällig im Cockpit mitreisenden Fliege sprechen ließ.
Zuvor war es Preston Sturges als erstem Drehbuchautor gelungen, ins Regiefach zu wechseln und das strenge „Kastendenken“ des alten Hollywood zu durchbrechen. Preston Sturges verkaufte sein Drehbuch für Der große McGinty für zehn Dollar an Paramount Pictures unter der Bedingung, es selbst verfilmen zu dürfen. Der Film wurde ein Kassenschlager.
Wilders Regiestil ist von seiner Herkunft aus dem schreibenden Fach geprägt; er glaubte wie kaum ein anderer an Macht und Bedeutung des Drehbuchs. Wie Alfred Hitchcock ließ er bei den Dreharbeiten kaum Änderungen zu. Er lehnte allzu extravagante Kameraeinstellungen ab, weil sie das Publikum von der Handlung ablenken könnten. Nur wenn das Publikum sich nicht mehr bewusst sei, dass ein Kamerateam anwesend ist, entstehe der Zauber eines guten Films. Dennoch war ihm die Bildgestaltung sehr wichtig. In Das Appartement nutzte er das Cinemascope-Breitwandformat geschickt aus, um etwa die Einsamkeit seines Protagonisten filmisch darzustellen. Er liebte den Schwarzweißfilm und nutzte diesen noch, als der Farbfilm längst Standard war. Seine erfolgreichsten Filme hat er in Schwarzweiß gedreht.
Wilder setzte gern die sogenannte „Narration“ ein, also die Stimme eines der Filmhelden, die aus dem Off die Handlung kommentiert, zumeist um in die Handlung eines Filmes einzuführen bzw. sie voranzutreiben – so in Frau ohne Gewissen, Boulevard der Dämmerung, Stalag 17, Das Appartement, Das Privatleben des Sherlock Holmes oder in Fedora. Dabei ist es laut Wilder wichtig, dass die Stimme nicht etwas erzählt, was der Zuschauer ohnehin schon sieht, sondern dem Zuschauer zusätzliche Informationen vermittelt.

### Grundsätze
In Volker Schlöndorffs TV-Dokumentation Billy Wilder, wie haben Sie’s gemacht? erläuterte Wilder einige seiner Grundsätze, die beim Filmemachen zu beachten seien; so beispielsweise, wann Nahaufnahmen (close-ups) nicht gemacht werden dürften. Ein Darsteller, der versuche, eine plötzliche Erkenntnis, eine Eingebung darzustellen, sehe immer dumm aus (“looks stupid”). Auch die Nahaufnahme des Gesichts eines Menschen, der gerade eine Todesnachricht erhält, sei unpassend. Es gebe zwei wichtige Elemente eines guten Drehbuchs, die Konstruktion einer Geschichte und die Dialoge. Agatha Christie sei eine ausgezeichnete Konstrukteurin von Geschichten, aber eher schwach in ihren Dialogen gewesen. Raymond Chandler dagegen habe sehr gute Dialoge verfassen können, jedoch von der Konstruktion einer Geschichte keine Ahnung gehabt. Als sein Vorbild betrachtete Wilder Ernst Lubitsch, für den er einige Drehbücher (Ninotchka) verfasst hat. In seinem Büro hing ein Schild mit der Aufschrift: „How would Lubitsch have done it?“ (Wie hätte Lubitsch es gemacht?)

„Es gibt drei wichtige Regeln beim Filmemachen:
Du sollst nicht langweilen,
du sollst nicht langweilen,
und du sollst nicht langweilen!“

Wilder selbst hat in Gesprächen mit dem Regisseur Cameron Crowe zehn Regeln postuliert (1999 veröffentlicht):
„Wilders zehn Regeln des guten Filmemachens:
1. Das Publikum ist wankelmütig.
2. Packen Sie es an der Gurgel und lassen Sie es nicht mehr los.
3. Entwickeln Sie einen klaren Handlungsstrang für Ihre Hauptfigur.
4. Wissen Sie, wo Sie hinwollen.
5. Je subtiler und eleganter Sie Ihre Handlungspunkte verstecken, desto besser sind Sie als Autor.
6. Wenn Sie ein Problem mit dem dritten Akt haben, liegt das eigentliche Problem im ersten Akt.
7. Ein Tipp von Lubitsch: Lassen Sie das Publikum zwei plus zwei zusammenzählen. Es wird Sie für immer lieben.
8. Achten Sie bei der Vertonung darauf, dass Sie nicht beschreiben, was das Publikum bereits sieht. Fügen Sie etwas zu dem hinzu, was sie sehen.
9. Das Ereignis, das beim Vorhang des zweiten Akts eintritt, löst das Ende des Films aus.
10. Der dritte Akt muss sich in Tempo und Handlung aufbauen, aufbauen, aufbauen bis zum letzten Ereignis, und dann - das war's. Hängen Sie nicht herum.“

### Merkmale
In der Struktur bevorzugte Billy Wilder den Aufbau der Handlung in drei Akten aus klassischen Theaterstücken. Wilder legte seine Dreiakter so an, dass die Hauptakteure am Ende des dritten Aktes eine moralische Entscheidung treffen mussten.
Wilders Filme zeichnen sich durch eine straffe Handlung und spritzige, griffige Dialoge aus. In den Handlungen gelang es ihm oft die Grenzen des Unterhaltungsfilmes zu durchstoßen und schlüpfrige Details oder als anstößig geltende Themen in seinen Filmen zu realisieren, um der bigotten Gesellschaft den moralischen Spiegel vor die Nase zu halten. Dabei bediente er sich einer ausgefeilten Symbolsprache und vermeintlich harmloser Formulierungen, um das Hays Office, die Zensurstelle der amerikanischen Filmindustrie, hinters Licht zu führen. Er thematisierte gleich in seiner ersten Regiearbeit ein Liebesverhältnis eines Erwachsenen mit einer (vermeintlich) Minderjährigen, was besonders im Wortspiel des Originaltitels The Major and the Minor (Der Major und das Mädchen) deutlich wurde. Er ließ Männer in Frauenkleidern spielen (Manche mögen’s heiß) und schuf so die Grundlage, um eine Fülle anzüglicher und hintergründiger Anspielungen unterzubringen. Ehebruch kommt in seinen Filmen in zahlreichen Variationen vor, ebenso Prostitution und Homosexualität.
Seine Protagonisten sind keine strahlenden moralischen Helden, sondern oft eher Durchschnittsmenschen mit Fehlern und Schwächen, die aber aufgrund besonderer Herausforderungen in bestimmten Situationen über sich hinauswachsen.

### Selbstzitate
Bestimmte Versatzstücke aus seinen Filmen hat Wilder mehrfach verwendet, zum Beispiel:
- den Namen Sheldrake in
  - Boulevard der Dämmerung für den Filmproduzenten
  - Das Appartement für den Personalchef
  - Küss mich, Dummkopf für den Zahnarzt

- das Motiv des Straßenreinigungswagens als Szenenübergang in
  - Ariane – Liebe am Nachmittag
  - Das Mädchen Irma la Douce
  - Das Privatleben des Sherlock Holmes

- das Motiv der Zigeunermusik zu romantischen Zwecken in
  - Ninotschka
  - Ariane – Liebe am Nachmittag
  - Avanti, Avanti (Erwähnung am Telefon)

- eine Razziaszene in
  - Eine auswärtige Affäre
  - Zeugin der Anklage
  - Manche mögen’s heiß
  - Das Mädchen Irma la Douce

- das Lied Ausgerechnet Bananen (Yes! We Have No Bananas) in
  - Sabrina
  - Eins, zwei, drei

- die Dialogzeile „I wish I were in hell with my back broken“ in den Originalfassungen von
  - Fünf Gräber bis Kairo
  - Sabrina
  - Eins, zwei, drei

- den Ausspruch „Gute Nacht, Charlie“ in
  - Manche mögens heiß
  - Eins, zwei, drei

- den Spruch „Kein Kommentar“ in
  - Eins, zwei, drei
  - Extrablatt

- das Kompliment, den Duft einer Frau mit dem von Blumen zu vergleichen, in
  - Das verlorene Wochenende: „it smells of all the lilacs in Ohio“ – Ray Milland zu Doris Dowling
  - Eins, zwei, drei: „like all the lilacs in Lower Bavaria“ – James Cagney zu Liselotte Pulver
  - Extrablatt: „like all the orchids in the Bahamas“ – Jack Lemmon zu Susan Sarandon

- die Szene aus Der öffentliche Feind, in der James Cagney Mae Clarke eine halbe Grapefruit ins Gesicht drückt, in
  - Eins, zwei, drei
  - Manche mögen’s heiß
  - Das Mädchen Irma la Douce
  - Küss mich, Dummkopf

- den Satz „I’ll (We’ll) get (catch) pneumonia!“ (Ich/Wir werde/n eine Lungenentzündung bekommen!) in
  - Eine auswärtige Affäre
  - Manche mögen’s heiß
  - Das Appartement
  - Küss mich, Dummkopf
  - Das Privatleben des Sherlock Holmes

## Filmografie (Auswahl)

### Nur Drehbuchautor
(bis 1936 unter dem Namen „Billie Wilder“)
- 1929: Der Teufelsreporter (Stummfilm)
- 1929: Menschen am Sonntag (Stummfilm)
- 1930: Ein Burschenlied aus Heidelberg
- 1931: Der falsche Ehemann
- 1931: Emil und die Detektive
- 1931: Der Mann, der seinen Mörder sucht
- 1931: Ihre Hoheit befiehlt
- 1932: Der Sieger
- 1932: Das Blaue vom Himmel
- 1932: Scampolo, ein Kind der Straße
- 1932: Ein blonder Traum
- 1933: Was Frauen träumen
- 1934: Liebesreigen (Music in the Air)
- 1935: Luxusmädel (Lottery Lover)
- 1938: Blaubarts achte Frau (Bluebeard’s Eighth Wife)
- 1938: That Certain Age
- 1939: Enthüllung um Mitternacht (Midnight)
- 1939: Ninotschka (Ninotchka)
- 1939: What a Life
- 1940: Rhythm on the River
- 1940: Arise, My Love
- 1941: Das goldene Tor (Hold Back the Dawn)
- 1941: Die merkwürdige Zähmung der Gangsterbraut Sugarpuss (Ball of Fire)
- 1947: Jede Frau braucht einen Engel (The  Bishop's Wife, ohne Nennung)
- 1954: Emil und die Detektive (Verwendung von Wilders 1931er-Drehbuch)

### Autor und Regisseur
- 1934: Mauvaise graine (Böse Brut)
- 1942: Der Major und das Mädchen (The Major and the Minor)
- 1943: Fünf Gräber bis Kairo (Five Graves to Cairo)
- 1944: Frau ohne Gewissen (Double Indemnity)
- 1945: Das verlorene Wochenende (The Lost Weekend)

- 1948: Ich küsse Ihre Hand, Madame (The Emperor Waltz)
- 1948: Eine auswärtige Affäre (A Foreign Affair)
- 1950: Boulevard der Dämmerung (Sunset Boulevard)
- 1951: Reporter des Satans (Ace in the Hole) (auch Produktion)
- 1953: Stalag 17 (auch Produktion)
- 1954: Sabrina (auch Produktion)
- 1955: Das verflixte 7. Jahr (The Seven Year Itch) (auch Produktion)
- 1957: Lindbergh – Mein Flug über den Ozean (The Spirit of St. Louis)
- 1957: Ariane – Liebe am Nachmittag (Love in the Afternoon) (auch Produktion)
- 1957: Zeugin der Anklage (Witness for the Prosecution)
- 1959: Manche mögen’s heiß (Some Like It Hot) (auch Produktion)
- 1960: Das Appartement (The Apartment) (auch Produktion)
- 1961: Eins, Zwei, Drei (One, Two, Three) (auch Produktion)
- 1963: Das Mädchen Irma la Douce (Irma la Douce) (auch Produktion)
- 1964: Küss mich, Dummkopf (Kiss Me, Stupid) (auch Produktion)
- 1966: Der Glückspilz (The Fortune Cookie) (auch Produktion)
- 1970: Das Privatleben des Sherlock Holmes (The Private Life of Sherlock Holmes) (auch Produktion)
- 1972: Avanti, Avanti! (Avanti!) (auch Produktion)
- 1974: Extrablatt (The Front Page)
- 1978: Fedora (auch Produktion)
- 1981: Buddy Buddy

## Auszeichnungen
| Platz | Film                    |
| ----- | ----------------------- |
| 28    | Manche mögen’s heiß     |
| 33    | Boulevard der Dämmerung |
| 59    | Das Appartement         |
| 155   | Frau ohne Gewissen      |

| Platz | Film                    |
| ----- | ----------------------- |
| 54    | Boulevard der Dämmerung |
| 66    | Zeugin der Anklage      |
| 86    | Frau ohne Gewissen      |
| 107   | Das Appartement         |
| 118   | Manche mögen’s heiß     |

| Platz | Film                    |
| ----- | ----------------------- |
| 33    | Boulevard der Dämmerung |
| 65    | Das Appartement         |
| 199   | Zeugin der Anklage      |
| 202   | Frau ohne Gewissen      |
| 220   | Reporter des Satans     |
| 245   | Manche mögen’s heiß     |

Academy Awards

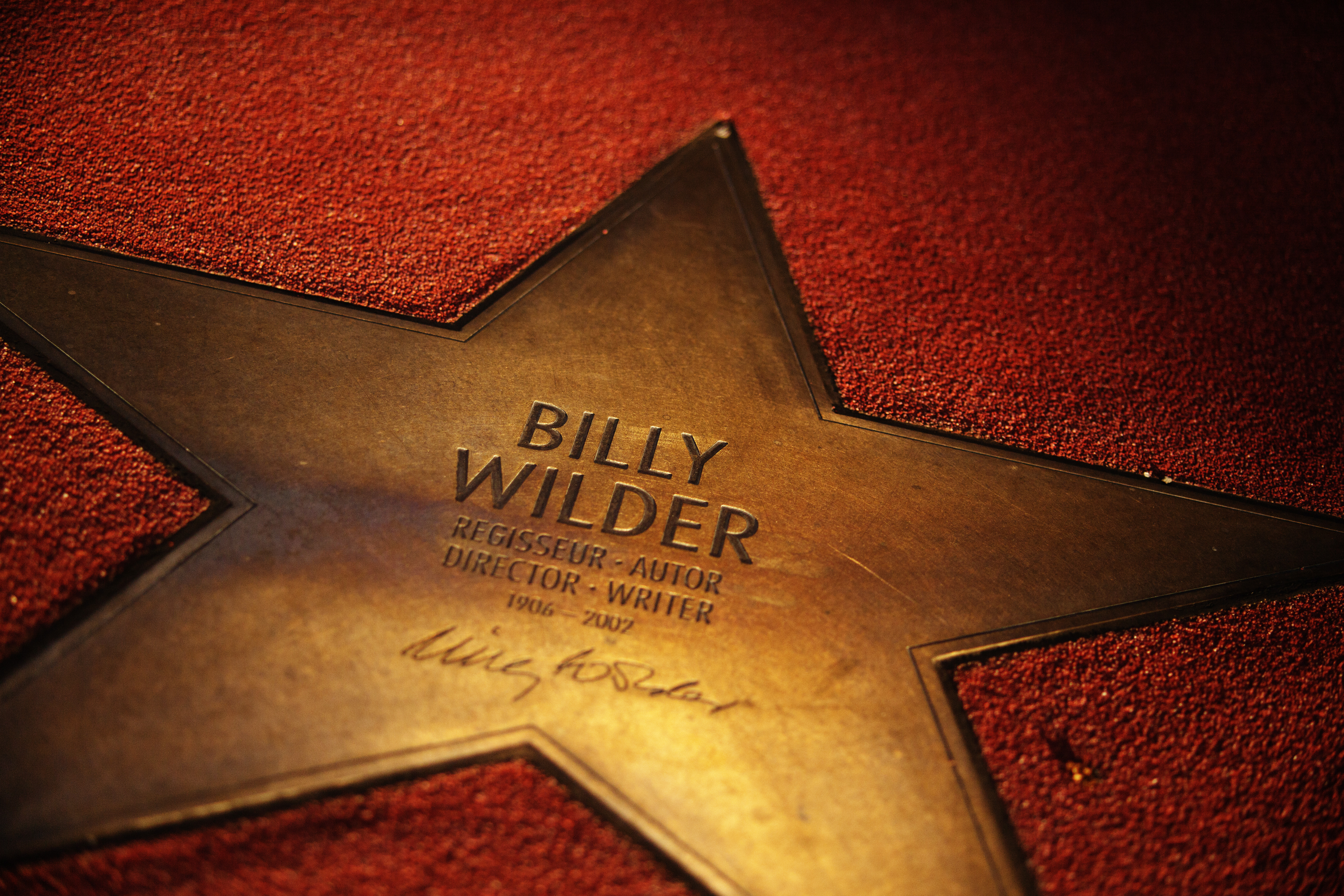
Wilders Stern auf dem Boulevard der Stars in Berlin

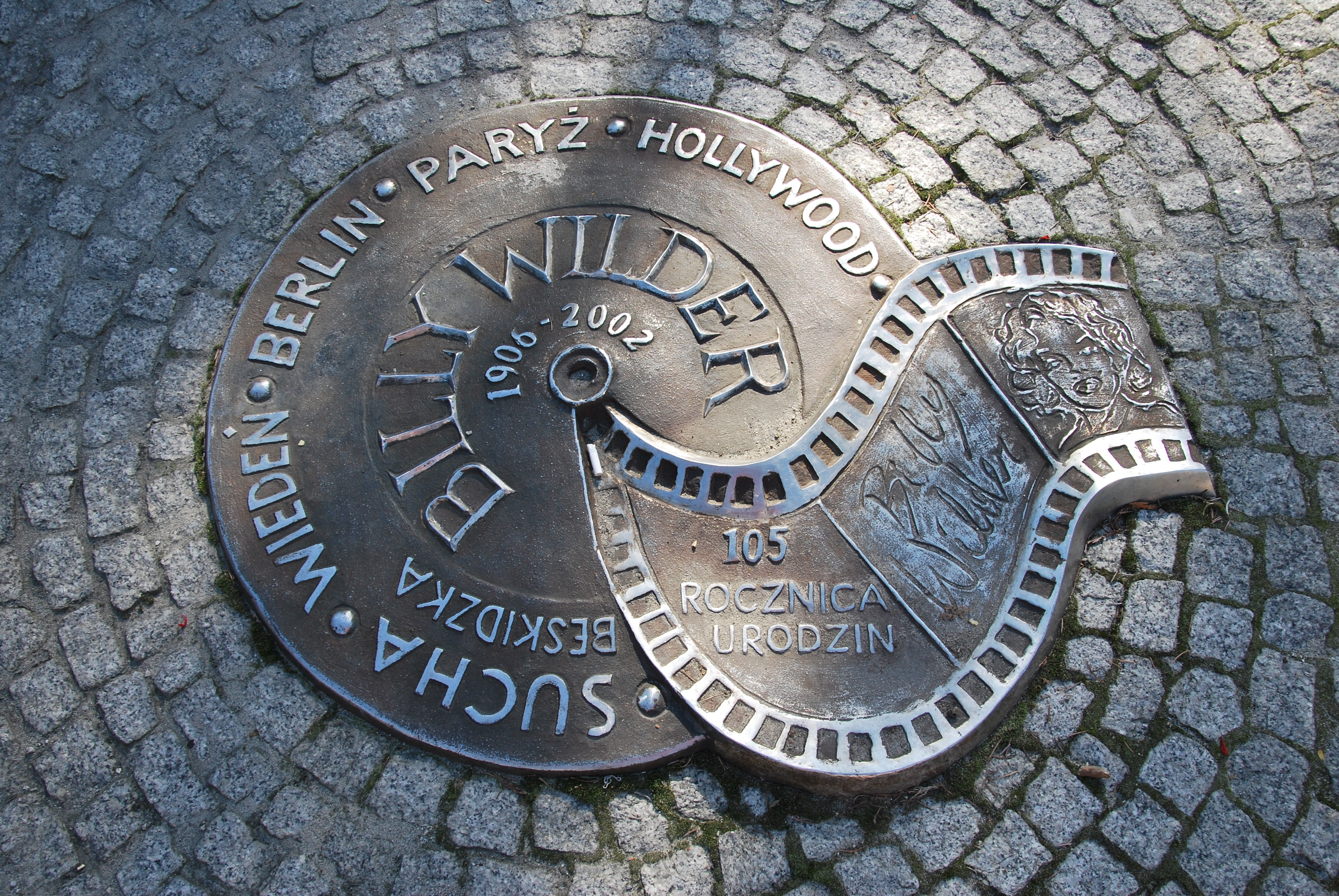
Billy-Wilder-Plakette auf dem Marktplatz in Sucha Beskidzka, angefertigt vom Bildhauer Wiesław Kwak, Polen

- 1946: Oscar für die beste Regie für Das verlorene Wochenende (1945)
- 1946: Oscar das beste Drehbuch für Das verlorene Wochenende (1945) (mit Charles Brackett)
- 1951: Oscar für das beste Originaldrehbuch für Boulevard der Dämmerung (1950), gemeinsam mit Charles Brackett und D. M. Marshman jr.
- 1961: Oscar für die beste Regie für Das Appartement (1960)
- 1961: Oscar für den besten Film für Das Appartement (1960)
- 1961: Oscar für das beste Originaldrehbuch für Das Appartement (1960)  (mit I. A. L. Diamond)
- 1987: Irving G. Thalberg Memorial Award

Golden Globes
- 1946: Golden Globe für die beste Regie in Das verlorene Wochenende (1945)
- 1951: Golden Globe für die beste Regie in Boulevard der Dämmerung (1950)
- 1955: Golden Globe für das beste Filmdrehbuch für Sabrina (1954), mit Ernest Lehman und Samuel A. Taylor

Writers Guild of America
- 1951: WGA Award (Screen) für das am besten geschriebene amerikanische Drama Boulevard der Dämmerung (1950), gemeinsam mit Charles Brackett und D.M. Marshman Jr.
- 1955: WGA Award (Screen) für die am besten geschriebene amerikanische Komödie Sabrina (1955), gemeinsam mit Samuel A. Taylor und Ernest Lehman
- 1958: WGA Award (Screen) für die am besten geschriebene amerikanische Komödie Ariane – Liebe am Nachmittag (1957), gemeinsam mit I.A.L. Diamond
- 1960: WGA Award (Screen) für die am besten geschriebene amerikanische Komödie Manche mögen’s heiß (1959), gemeinsam mit I. A. L. Diamond
- 1961: WGA Award (Screen) für die am besten geschriebene amerikanische Komödie Das Appartement (1960), gemeinsam mit I. A. L. Diamond

Directors Guild of America
- 1961: DGA Award für hervorragende Regiearbeit in Das Appartement (1960), gemeinsam mit Hal W. Polaire (Regie-Assistenz)

Cannes Film-Festival 1946
- 1946: Grand Prix des Festivals für Das verlorene Wochenende (1945)

Laurel Awards
- 1963: Golden Laurel für den Spitzen-Produzenten/Regisseur

PGA Golden Laurel Awards
- 2000: PGA Hall of Fame – Filme für Manche mögen’s heiß (1959)

British Academy Film Award
- 1961: Bester Film für Das Appartement (1960)
- 1995: Ehrenpreis der British Academy of Film and Television Arts (BAFTA)

Blue Ribbon Award
- 1951: Blue Ribbon Award für den besten (ausländischen) Film Boulevard der Dämmerung (1950)

Bodil
- 1951: Bodil für den besten (amerikanischen) Film Boulevard der Dämmerung (1950)

Boulevard der Stars
- 2010: Stern auf dem Boulevard der Stars in Berlin

David di Donatello
- 1975: David di Donatello für die beste Regie in Extrablatt (1974)

Deutscher Filmpreis
- 1973: Filmband in Gold für langjähriges und hervorragendes Wirken im deutschen Film
- 1997: Ehrenpreis an eine ausländische Persönlichkeit für herausragende Leistungen im Bereich des Films (Gesamtwerk)

Europäischer Filmpreis
- 1992: Felix für das Lebenswerk

Internationale Filmfestspiele Berlin
- 1993: Goldener Ehrenbär für das Gesamtwerk

Fotogramas de Plata
- 1982: Fotogramas de Plata für den besten (ausländischen) Film Fedora (1982),

gemeinsam mit Atlantic City (1980)
Sindacato Nazionale Giornalisti Cinematografici Italiani
- 1951: Nastro d’Argento für den besten Regisseur (ausländischer Film) in Boulevard der Dämmerung (1950)

Los Angeles Film Critics Association Award
- 1994: Career Achievement Award

Venedig Film Festival
- 1951: International Award für Reporter des Satans (1951)
- 1972: Goldener Löwe – Ehrenpreis

American Film Institute
- 1986: AFI Life Achievement Award

Walk of Fame
- (Jahr unbek.) Stern auf dem Walk of Fame, 1751 Vine Street

Weitere Auszeichnungen und Ehrungen
- 1983: Großer Österreichischer Staatspreis für Filmkunst[23]
- 1984: Ehrenmitglied der American Academy of Arts and Letters[24]
- 1990: Kennedy-Preis des John F. Kennedy Center for the Performing Arts
- 1994: Goethe-Medaille des Goethe-Instituts
- 1997: Ehrenmedaille der Bundeshauptstadt Wien
- 1999: Berliner Bär (B.Z.-Kulturpreis)
- 2000: Ehrenbürger von Wien
- 2000: Ehrenmedaille der Universität für Musik und darstellende Kunst Wien[25]
- 2000: Bundesverdienstkreuz[26]

## Würdigung
Zur 60-Jahr-Feier der Filmakademie Wien stiftete Rudolf John den „Billy Wilder Award“, der von der Filmakademie vergeben wird.
Im Jahr 2003 legte die österreichische Post eine Sonderbriefmarke zu seinen Ehren auf.
Von 2000 bis 2016 gab es direkt neben der Deutschen Kinemathek im Berliner Sony Center eine Bar namens „Billy Wilder’s“.
Im 3. Wiener Bezirk wurde im Jahr 2008 die Billy-Wilder-Straße nach ihm benannt und in Berlin-Lichterfelde 2007 eine neu angelegte Straße, die Billy-Wilder-Promenade auf dem Gelände der ehemaligen McNair Barracks.
Die Billy-Wilder-Straße in Wien wurde 2021 auf Grund einer Umwidmung zu Bauland wieder aufgelassen.

## Schriften und Gespräche
- Helmut Sorge: Gesellschaft: Es war wie in New York. Interview. In: Spiegel Special, Nr. 6, 1. Juni 1997.
- Cameron Crowe: Hat es Spaß gemacht, Mr. Wilder? (Originaltitel: Conversations with Wilder. Übersetzung von Rolf Thissen) Diana, München 2000, ISBN 3-8284-5031-8.
- Robert Horton: Billy Wilder. Interviews. University Press of Mississippi, Jackson (MS) 2001, ISBN 1-57806-444-9.
- Rolf Aurich, Andreas Hutter, Wolfgang Jacobsen, Günter Krenn (Hrsg.): „Billie“. B. W.s Wiener journalistische Arbeiten. Filmarchiv Austria, Wien 2006, ISBN 978-3-901932-90-8.